# Betina
Betina je naselje na otoku Murteru Šibensko-kninske županije,

## Zemljopis
Upravno pripada općini Tisno i samo je 7 km udaljena od Tisnog (općinskog središta), gdje pokretni most spaja otok s kopnom.

## Povijest
Najveći i kopnu najbliži otok Šibenskog arhipelaga bio je naseljen od starih Ilira (pleme Liburna) još u prethistorijsko doba. Povijesni kontinuitet održan je i kroz vremena vladavine Rima o čemu svjedoče ostaci rimskog naselja Colentuma između Betine i Murtera, brojne ruševine rimskih ljetnikovaca, freske i mozaici razasuti po kopnu i moru.
Betina se prvi put u povijesti spominje 1423. godine kada je u njoj živjelo 15 osoba u 8 kuća, što nas upućuje na još raniji postanak naselja. Godine 1597. u Betini je 16 kuća, a 1678. 52 obitelji s oko 350 stanovnika. Od sredine 16. stoljeća naseljavaju je izbjeglice iz Vrane, pogotovo tijekom 1573. godine kada Vrana pada u turske ruke. Crkva se istom gradi u 15. stoljeću, a vjerojatno je bila posvećena Sv. Franji Asiškome, jer je u blizini naselja, na otočiću Sustipancu, postojao samostan franjevaca trećeredaca koji su pastoralno opsluživali Betinu.

## Stanovništvo
U Betini danas, prema popisu stanovništva iz 2021. godine živi 740 stanovnika.
| broj stanovnika | 855   | 2206  | 1024  | 1139  | 1244  | 1371  | 1505  | 1484  | 1200  | 1177  | 1024  | 988   | 767   | 813   | 774   | 697   | 718   |
|                 | 1857. | 1869. | 1880. | 1890. | 1900. | 1910. | 1921. | 1931. | 1948. | 1953. | 1961. | 1971. | 1981. | 1991. | 2001. | 2011. | 2021. |

## Gospodarstvo
Veći dio otoka bio je prekriven stablima maslina i smokava, tako da su to bile glavne tradicionalne poljoprivredne kulture koje je uzgajlo domaće stanovnistvo. Danas nažalost prevladavaju borovi, makija i nisko raslinje. U povijesti je ostalo zapisano da se ondje proizvodilo vrhunsko vino. Osim zemljoradnje, zanimanje stanovnika bilo je ribarstvo i stočarstvo.
Mjesto je vrlo poznato i po svojim majstorima brodograditeljima u drvu. Sredinom osamnaestog stoljeća, 1740., utemeljeno je u Betini prvo obiteljsko brodogradilište. Prvi škverovi nalazili su se na istočnoj obali mjesta, blizu današnjeg centra. Škverovi su se, kako je došlo do razvoja brodograditeljskog zanata, proširili i na sjeverozapadni dio naselja, u predio Zdrače. Još je 1848. godine otvoreno, u to vrijeme, vrlo moderno brodogradilište, a tradicija brodogradnje održala se i do danas, pa se u betinskom brodogradilištu mogu graditi ili vršiti popravci na brodovima i do 300 tona težine. U novije vrijeme, turizam je najznačajnije gospodarska grana mjesta. U mjestu postoji i Marina Betina, što pruža mogućnost razvoja nautičkog turizma.

## Kultura i šport
U ljeto 2015. godine svečano je u Betini otvoren Muzej betinske drvene brodogradnje koji na jednom mjestu baštini znanja o tradicijskoj drvenoj brodogradnji te povijesti i običajima mjesta. Brodogradnja je u Betini tradicionalna još od sredine 18. stoljeća kad u Betinu iz Korčule dolazi brodograditelj Paško Filipi s obitelji i utemeljuje prvo malo brodogradilište. O brodovima i brodograditeljima koji su na ovom području djelovali prije dolaska majstora Filipija nema pisanih dokaza. Vrhunac umijeća betinskih brodograditelja može se sažeti u betinskoj gajeti, drvenom brodu od 5 – 8 metara dužine i 2 do 2,6 metara širine, s jedrom kao glavnim porivnim sredstvom. Umijeće gradnje ovog drvenog broda prepoznato je od strane Ministarstva kulture RH i uvršteno u Registar kulturnih dobara RH kao nematerijalna kulturna baština. 
U Betini djeluje Kulturno umjetničko društvo "Zora" koje svojim dugogodišnjim djelovanjem čuva od propadanja kulturne običaje mjesta. Također djeluje i glazbeno umjetnička udruga "Kutak" koja pridonosi razvoju moderne i progresivne glazbe. Svako se ljeto održava smotra folklora te pučka fešta zvana "Dan Brganje" na središnjem betinskom trgu.
Aktivno djeluju i boćarski klub "Betina", muški Malonogometni klub "Kalafat", Vaterpolski klub "Brodograditelj", Jedriličarski klub "Žal" te ženski malonogometni klub "Betina".
Održavaju se Betinska regata čija povijest seže do 1976. godine te Regata za dušu i tilo koja se održava od 2003. godine. Druga je regata za gajete, leute i kaiće s latinskim jedrom. Njome se odaje počast betinskim kalafatima, majstorima tradicijske drvene brodogradnje čija flota čini oko 70 posto ukupnog broja drvenih brodova koji danas plove hrvatskim dijelom Jadrana.
Također se održava i ženska veslačka regata "Dlan i veslo" koja je obnovljena 2012., a prije toga se posljednji put održala 1979. godine.
Počevši od 2018. godine u Betini se održava Betinski filmski festival.

## Vanjske poveznice
|  | Zajednički poslužitelj ima još gradiva o temi Betina |

|  | Portal Hrvatske: pristup člancima s tematikom o Hrvatskoj |